# Chakrit Buathong
Chakrit Buathong (tiếng Thái: ชาคริต บัวทอง, sinh ngày 8 tháng 9 năm 1985), là một cầu thủ bóng đá người Thái Lan thi đấu ở vị trí tiền vệ chạy cánh cho câu lạc bộ Giải bóng đá Ngoại hạng Thái Lan Army United.

## Sự nghiệp quốc tế
Vào tháng 7 năm 2011, Chakrit được triệu tập trong trận giao hữu trước Myanmar.

### Quốc tế
Tính đến 12 tháng 11 năm 2015
| Đội tuyển quốc gia | Năm  | Số trận | Bàn thắng |
| ------------------ | ---- | ------- | --------- |
| Thái Lan           | 2011 | 3       | 0         |
| Thái Lan           | Tổng | 3       | 0         |